# بوشینو
بوشینو (به لاتین: Buchino) یک منطقهٔ مسکونی در بلغارستان است که در شهرستان بلاگووگراد واقع شده‌است. بوشینو ۱۵٬۹۲۹ کیلومتر مربع مساحت و ۶۸ نفر جمعیت دارد و ۵۷۷ متر بالاتر از سطح دریا واقع شده‌است.